# Symphorema
Symphorema là một chi thực vật có hoa trong họ Hoa môi (Lamiaceae).

## Loài
Chi Symphorema gồm các loài: